# Antonio Mota
Antonio Mota (Cidade do México, 26 de janeiro de 1939 – 13 de Setembro de 1986) foi um futebolista mexicano que competiu nas Copa do Mundo de 1962 e 1970.